# Freddie Miller
Freddie Miller (Cincinnati, 3 aprile 1911 – 8 maggio 1962) è stato un pugile statunitense.
La International Boxing Hall of Fame lo ha riconosciuto fra i più grandi pugili di ogni tempo.
Nel 2002 la rivista Ring Magazine lo ha inserito al 69º posto nella propria classifica dei primi migliori 80 pugili degli ultimi 80 anni.

## Gli inizi
Mancino, divenne professionista nel 1927.

## La carriera
Tra i migliori pesi piuma degli Anni '30, incontrò Battling Battalino, Panama Al Brown, Baby Arizmendi e molti altri campioni della propria epoca.